# Michael Bruce Ross
Michael Ross (1959. július 26. – 2005. május 13.) amerikai sorozatgyilkos. 2005-ben Connecticut állam kivégezte őt, 1960 óta ez volt Connecticutban (és Új-Angliában) az első kivégzés, és egyben az utolsó kivégzés Connecticutban azelőtt, hogy az állam 2012-ben hatályon kívül helyezte a halálbüntetést.

## A kezdetek
Ross 1951. július 26-án született Putnamban (Connecticut) Patricia Hilda Laine és Dan Graeme Ross gyermekeként. Négy gyermek közül ő volt a legidősebb, két fiatalabb nővére és fiatalabb testvére mellett. Egy csirkefarmon nőtt fel Connecticutban, Brooklynban. Ross otthoni élete rendkívül diszfunkcionális volt; édesanyja legalább egyszer elhagyta a családot és intézményesültségbe került, mind a négy gyermekét megverte. Egyes családtagok és barátok azt állították, hogy tizenéves nagybátyja is molesztálta őt, aki öngyilkosságot követett el, amikor Ross hatéves volt.
Intelligens fiú volt, aki jól teljesített az iskolában. 1977-ben végzett a Connecticuti Killinglyi Killingly Gimnáziumban, 1981 májusában pedig a New York-i Ithaca Cornell Egyetemre ment, ahol mezőgazdaságot tanult. Biztosítási eladó lett. Fiatal korától antiszociális viselkedést mutatott be. Ross elkezdett zaklatni a másodéves főiskolai hallgató lányokat, az utolsó évében, pedig ő elkövette az első nemi erőszakát. Ezt az első gyilkosság is hamarosan követte.

## Gyilkosság sorozata
1981 és 1984 között Ross nyolc 14 és 25 év közötti lányokat és nőket gyilkolt meg Connecticutban és New Yorkban. Nyolc meggyilkolt áldozata közül hetet meg is erőszakolt.
Ross bevallotta mind a nyolc gyilkosságot, és az utóbbi négyben elítélték. Ő maga nagyon segítőkésznek bizonyult, nem tagadta a tetteit, sőt őszintén beszélt a gondolatairól, amelyek a gyilkosságok idején lejátszódtak benne. G. Sarsfield Ford bíró 1987. július 6-án Connecticutban ítélte halálra, majdnem 18 évet töltött a halálsoron a 2005. májusi kivégzése előtt.

## Az áldozatok
1. Dzung Ngoc Tu (25) 1981. május 12. A Cornell Egyetem hallgatója
2. Tammy Williams (17) 1982. január 5. Brooklyn, Connecticut
3. Paula Perrera (16) 1982. március. Middletown, New York
4. Debra Smith Taylor (23) 1982. június 15. Griswold, Connecticut
5. Robin Dawn Stavinsky (19) 1983. október 23. Norwich, Connecticut
6. Brunais április (14) 1984. április 22. Griswold, Connecticut
7. Leslie Shelley (14) 1984. április 22. Griswold, Connecticut
8. Wendy Baribeault (17) 1984. június 13. Griswold, Connecticut

## Bebörtönzés
Bebörtönzése során megismerkedett a feleségével, Susan Powersszal, Oklahomából. A kapcsolat 2003-ban szakadt meg Ross-szal, de haláláig még mindig ellátogatott hozzá. 1984-ben történt letartóztatása után őszinte katolikus lett, évek során rendszeresen találkozott két pappal és reggel imádkozott a rózsafüzérrel. A börtönben töltött ideje alatt Ross dokumentumokat fordított Braille-írásra, mentorként járt más fogvatartottak számára, és anyagilag támogatta a Dominikai Köztársaságból származó gyermeket.

## Kivégzés
Noha ellenezte a halálbüntetést, életének utolsó évében Ross határozottan támogatta saját halálos ítéletét, mondván, hogy megakarja kímélni a további fájdalmaktól akar az áldozatainak családjait. Ross azt hitte, hogy "Isten megbocsátott neki", és hogy kivégzéskor "jobb helyre fog menni". Azt mondta: "Nem büntetik őt. Az örök élet felé halad. Alig várja a békét."
Rossnak ezt követően 2005. január 29-ére tűzték ki a kivégzés dátumát. A nap elején azonban a kivégzést ismét elhalasztották, mivel kételkedtek abban, hogy Ross mentálisan kompetens; 17 évig harcolt halálos ítélete ellen, aztán hirtelen lemondott fellebbezési jogáról. Ügyvédje azt állította, hogy Ross inkompetens volt a fellebbezések lemondására, mivel halálkori szindrómában szenved.
Rossot halálos injekcióval végezték ki 2005. május 13-án a Connecticuti állambeli somersi Osborn Correctional Institutionban. 45 éves volt. Ross nem kért különleges utolsó étkezést, mielőtt kivégzése elé került volna. Arra a kérdésre, hogy szeretne-e egy utolsó nyilatkozatot mondani, azt mondta csukott szemmel: – Nem, köszönöm. Ross 2:25-kor halottnak nyilvánították. Maradványait Connecticutban, Reddingben, a bencés Grange temetőbe temették el.

## Fordítás
Ez a szócikk részben vagy egészben  a   Michael Bruce Ross című angol Wikipédia-szócikk ezen változatának fordításán alapul.  Az eredeti cikk szerkesztőit annak laptörténete sorolja fel. Ez a jelzés csupán a megfogalmazás eredetét és a szerzői jogokat jelzi, nem szolgál a cikkben szereplő információk forrásmegjelöléseként.